# Dermokosmetyki
Dermokosmetyki - nazwa powstała z połączenia dwóch pojęć: kosmetyków i farmaceutyków. Do dermokosmetyków najczęściej zaliczamy kremy przeciw starzeniu i kremy nawilżające. Dermokosmetyki to produkty zawierające aktywne biologicznie substancje, które mają mieć działanie podobne do tych jakie mają leki. Badania dermatologiczne faktycznie potwierdzają znacznie szersze działanie niż tylko to tradycyjne, związane z nawilżaniem (np. Chen et al; Zettersten, Ghadially, Feingold, Crumrine & Elias, 1997). Jednak pomimo doniesień o korzyściach jakie przynosi stosowanie dermokosmetyków, pojęcie to funkcjonuje tylko jako slogan marketingowy, tzn. nie ma silnych dowodów, na to, że produkty tak oznaczone spełniają funkcję która jest sugerowana przez ich nazwę. Dlatego to do konsumenta należy ocena istotności wszystkich przesłanek i podjęcia decyzji, czy warto więcej zapłacić za dermokosmetyki.
Nazwa dermokosmetyki odnosi się tylko do produktów stosowanych miejscowo takich jak kremy, balsamy oraz maści. Produkty, które są podobne w swoim działaniu, ale przyjmowane są doustnie noszą nazwę nutrikosmetyków.

## Krytyka
Określenie "dermokosmetyki" jest często używane jako hasło reklamowe i może być mylące dla konsumentów. Jeżeli konsument zinterpretuje, że działanie dermokosmetyków jest podobne do działanie farmaceutyków, może on stwierdzić, że dermokosmetyki mają obowiązek poddania się tym samym badaniom skuteczności i kontroli jakości które są wymagane w stosunku do leków. Może to umożliwić sprzedawcy podniesienie ceny za produkt, który naprawdę może być mniej skuteczny lub gorszej jakości niż jest to postrzegane przez konsumenta.
W świetle prawa unijnego „produkt kosmetyczny oznacza każdą substancję lub mieszaninę przeznaczoną do kontaktu z zewnętrznymi częściami ciała ludzkiego (naskórkiem, owłosieniem, paznokciami, wargami oraz zewnętrznymi narządami płciowymi) lub z zębami oraz błonami śluzowymi jamy ustnej, którego wyłącznym lubgłównym celem jest utrzymywanie ich w czystości, perfumowanie, zmiana ich wyglądu, ochrona, utrzymywanie w dobrej kondycji lub korygowanie zapachu ciała”. Jeśli produkt spełnia tę definicję, to podlega pod ustawodawstwo kosmetyczne, a jeśli ma leczyć, to jest lekiem i podlega pod zupełnie inne przepisy dotyczące rejestracji leków. W sensie prawnym więc nie istnieje pojęcie dermokosmetyku, produkty te są traktowane jak zwykłe kosmetyki nie są poddawane długotrwałym i restrykcyjnym testom jak leki. Ze względu na bardzo wysoki koszt procedury kwalifikacji produktu jako lek producenci nie wprowadzają dermokosmetyków do obrotu jako lekarstwa.
Renoma dermokosmetyku, może być fałszywa, jeżeli konsument będzie przekonany, że dermokosmetyki skoro są sprzedawane w aptece i swoim wyglądem przypominają lekarstwa mają takie same właściwości jak lekarstwa.